# Кушнарь, Александр Леонидович
Александр Леонидович Кушнарь (30 марта 1954 года, Харьков — 18 сентября 2007 года, Москва) — российский экономист. Аудитор Счётной палаты России 1995—2005 годов. Заслуженный экономист РФ. Депутат Государственной Думы РФ первого созыва. Кандидат экономических наук.

## Биография
Родился 30 марта 1954 года в Харькове, украинец.
В 1976 году окончил Челябинский политехнический институт (ЧПИ). После окончания обучения работал  ассистентом  кафедры  экономики машиностроения ЧПИ. В 1977 году поступил в аспирантуру Московского института управления имени Орджоникидзе. Параллельно с аспирантурой преподавал в ЧПИ. В 1980 году защитил диссертацию, стал кандидатом экономических наук. Член КПСС до августа 1991 года.
С 1976 по 1985 работал Челябинском обкоме комсомола. В 1985 году назначен заведующим лабораторией комплексного развития производительных сил Челябинской области Института экономики Уральского отделения АН СССР. С 1991 по 1993 год работал заместителем директора «Академэкоцентра». В 1993 году недолгое время пробыл президентом АО «Центр прикладных экономических исследований». Был президентом Союза арендаторов и предпринимателей Урала (с 1990 года), председателем Координационного совета Южно-Уральского отделения Фонда поддержки приватизации и развития финансового рынка.
В 1993 году избран депутатом Государственной Думы Федерального Собрания РФ первого созыва от Кыштымского избирательного округа № 184 (Челябинская область). Вошёл в комитет по бюджету, налогам, банкам и финансам, председатель подкомитета по законодательству об аудите, бухгалтерском учёте и финансовой статистике. В марте 1994 года член инициативной группы по созданию партии Демократический выбор России. 11 мая 1995 года сложил свои полномочия в связи с назначением аудитором Счётной палаты РФ. В 2001 переназначен аудитором на новый срок.
С сентября 2005 года работал в РАО «ЕЭС России» руководителем проектной группы финансового контроллинга, с ноября 2006 года – руководителем Центра финансового и корпоративного контроллинга.
Скончался 18 сентября 2007 года после тяжёлой болезни. Похоронен в Москве, на Троекуровском кладбище, участок 7а.

### Семья
Был женат, имел дочь.

## Награды
- Заслуженный экономист РФ;
- Медаль «За укрепление боевого содружества»;
- Почётный работник Счётной палаты России.